# Žofie Kurcpachová z Trachenburka
Žofie Kurzbachová resp. Kurcpachová z Trachenburka (1570/1572 – po roce 1605) byla slezská šlechtična z rodu Kurcpachů. 

## Život
Narodila se jako dcera kněžny Heleny Lehnické, kněžny lehnické a břežské, a Zikmunda II. z Kurzbachu (1547 – 31. prosince 1579).
Dne 20. ledna 1590 se provdala za Jindřicha Anselma z Promnic. Z jejich manželství se narodily tři děti:
- Anna Žofie († 1624) ∞ Adam Johann von Myensky
- Zikmund Siegfried/Seyfried (16. července 1595 – 30. července 1654) ∞ Anna Markéta z Putbusu (1604 – 29. června 1645); ∞ Kateřina Alžběta ze Šumburka-Lichtensteinu (27. dubna 1625 – 20. října 1656); ∞ baronka Anežka von Rackwitz
- Polyxena Alžběta (zemřela 1650) ∞ Hans von Pückler (12. listopadu 1576 – 28. října 1638)